# 西德雷拉
西德雷拉是巴西南大河州的一个市镇。总面积246.362平方公里，总人口10919人，人口密度44.3人/平方公里。